# Faulhorn
Das Faulhorn ist ein 2681 m ü. M. hoher Berg in den Berner Alpen im Schweizer Kanton Bern. Sein Gipfel liegt auf der Grenze zwischen den Gemeinden Grindelwald und Iseltwald; von letzterer ist er der höchste Punkt. Seinen Namen hat das Faulhorn von den «Fulen», lockeren Gesteinsschichten aus Mergel und Schiefer. Auf dem Gipfel befindet sich ein Berghotel, dieses liegt auf dem Gebiet der Gemeinde Grindelwald.

## Panorama
Vom Gipfel des Faulhorns eröffnen sich gegen Norden und Westen Blicke über den Brienzer- und den Thunersee bis hin zum Jura. Im Süden erblickt man die Viertausender der Berner Alpen, darunter Eiger, Mönch und Jungfrau.
Samuel Birmann, Landschaftsmaler der Romantik, malte das Panorama vom Faulhorn am 5./6. August 1820.

## Geschichte
Im «Magazin für die Naturheilkunde Helvetiens» von 1783 wird eine erste Besteigung des Faulhorns durch den Grindelwalder Pfarrer Friedrich Kuhn erwähnt.
Im Jahr 1822 wurde ein Gasthauspatent für den Gipfel des Faulhorns erteilt. Im darauffolgenden Sommer nahm eine Gaststätte ihren Betrieb auf – zum damaligen Zeitpunkt die höchstgelegene in den Alpen. Das heute noch bestehende Berghotel Faulhorn eröffnete 1832.
Im Jahr 1865 widerlegte der Chemiker Adolf Fick zusammen mit seinem Freund Johannes Wislicenus durch eine Bergtour auf das Faulhorrn die Liebigsche Hypothese, dass bei der Muskelarbeit der Muskel selbst, also eine stickstoffhaltige Substanz, verbrenne. Beide Forscher lebten zunächst einige ruhige Tage ausschließlich von stickstofffreien Nahrungsmitteln und bestimmten die Menge des im Harn ausgeschiedenen Stickstoffs. Danach stiegen sie auf das Faulhorn und leisteten damit eine große Muskelarbeit. Dabei war jedoch die Stickstoffausscheidung kaum größer als zuvor. Damit war Liebig widerlegt; als hauptsächliche Muskelbrennstoffe kamen nur noch Kohlenhydrate oder Fette infrage.
Das Faulhorn war wiederholt Standort meteorologischer Versuche. 1880 wurde auf dem Gipfel ein «selbstregistrierendes Thermometer» installiert, das einen Sommer lang stündliche Wetteraufzeichnungen lieferte. Im Herbst wurde der Versuch jedoch beendet, da niemand auf dem Gipfel war, um das Uhrwerk aufzuziehen.
Projekte, das Faulhorn verkehrstechnisch zu erschliessen, scheiterten. 1907 erhielt eine Schmalspurbahn für die Strecke von der Grossen Scheidegg zum Faulhorn eine Konzession. Das Vorhaben scheiterte jedoch am Widerstand des Heimatschutzes. Früher hatten bereits Ideen für eine Bahnstrecke von der Schynigen Platte zum Faulhorn und für eine Seilbahn von der Grossen Scheidegg zum Faulhorn bestanden, die nicht verwirklicht wurden.

## Zugang

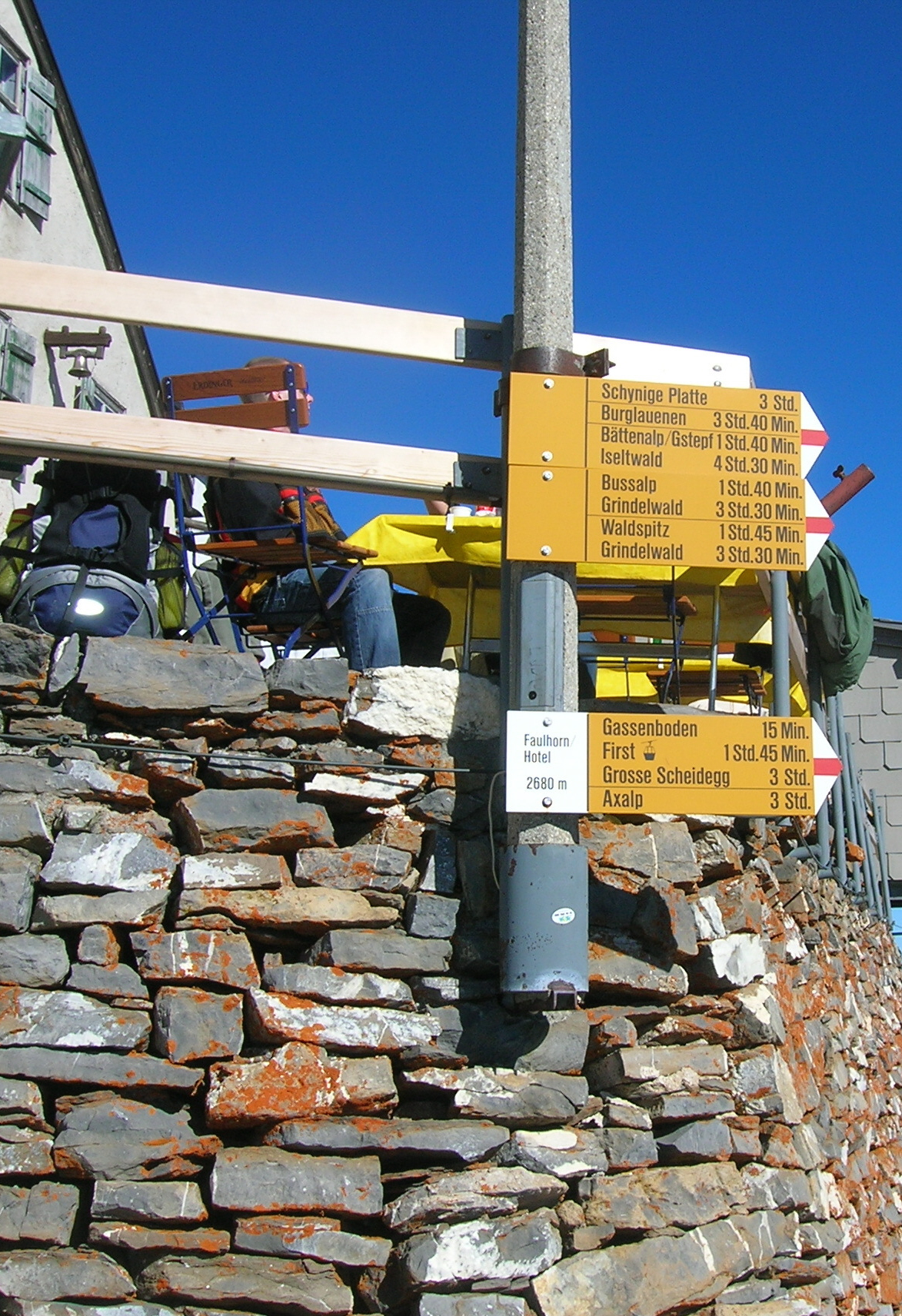
Wanderwegweiser auf dem Faulhorn

Das Faulhorn ist für die Öffentlichkeit nur zu Fuss über verschiedene Zugangsmöglichkeiten erreichbar, unter anderem von
- Iseltwald,
- Burglauenen,
- Brienz über die Axalp,
- Grindelwald über die Bussalp oder den First,
- Wilderswil über die Schynige Platte.

Dabei besteht von Grindelwald zur First eine Gondelbahn und zur Bussalp eine Strasse mit Busverbindungen. Von Brienz nach Axalp besteht ebenfalls eine Strasse mit Busverbindungen, von Wilderswil zur Schynige Platte verkehrt die Schynige Platte-Bahn.
Im Winter sind die Zugangsmöglichkeiten beschränkt. Es bestehen jedoch Winterwanderwege vom First und von der Bussalp aufs Faulhorn.
| Ausgangsort      | Aufstieg                        | Abstieg        |
| ---------------- | ------------------------------- | -------------- |
| Axalp            | 5 Std.                          | 3 Std.         |
| Bussalp          | 2 Std. 40 Min.                  | 1 Std. 40 Min. |
| Burglauenen      | 5 Std. 10 Min. / 5 Std. 30 Min. | 3 Std. 40 Min. |
| First            | 2 Std. 20 Min.                  | 1 Std. 45 Min. |
| Grindelwald      | 5 Std.                          | 3 Std. 30 Min. |
| Grosse Scheidegg | n. b.                           | 3 Std.         |
| Iseltwald        | 7 Std.                          | 4 Std. 30 Min. |
| Schynige Platte  | 4 Std. 10 Min.                  | 3 Std.         |

Angaben gemäss offiziellen Wanderwegweisern

## Wintersport
Im Winter führt vom Faulhorn ein Schlittelweg hinunter nach Grindelwald. Die 15 km lange Abfahrt ist gemäss Grindelwald-Tourismus die längste Schlittelstrecke Europas.

## Galerie

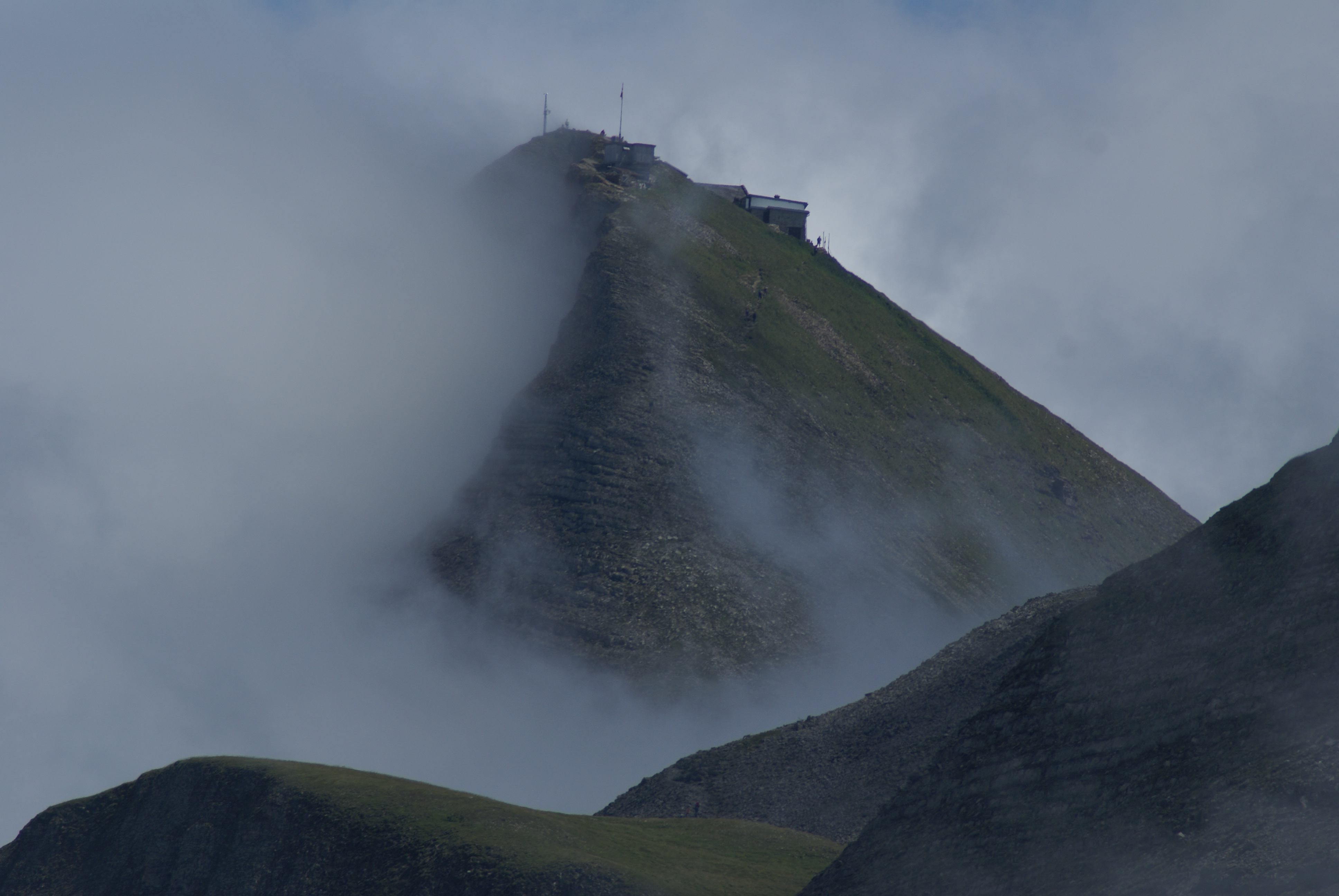
Blick auf das Faulhorn. Wanderroute von der Schynige Platte
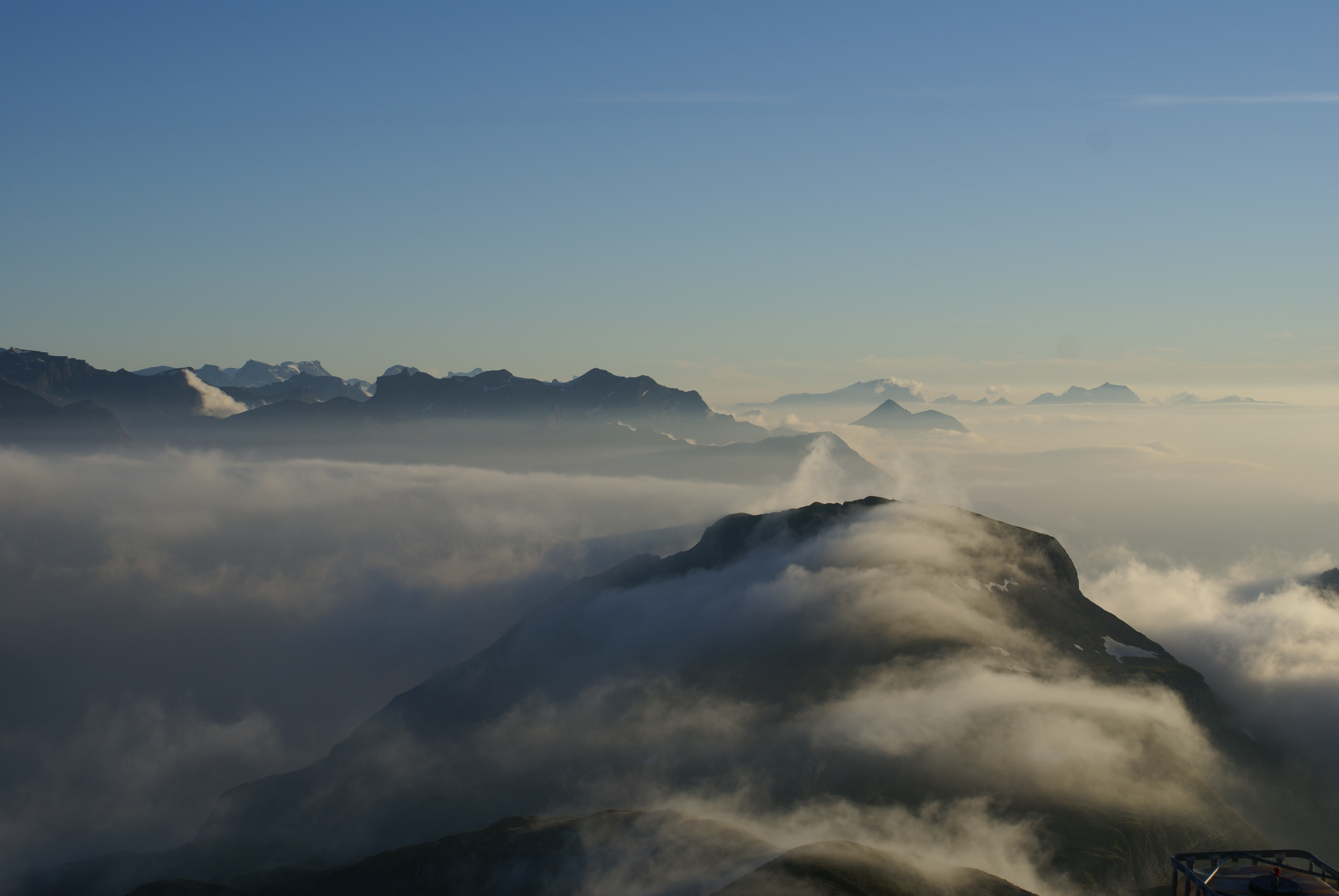
Abendstimmung auf dem Gipfel des Faulhorns
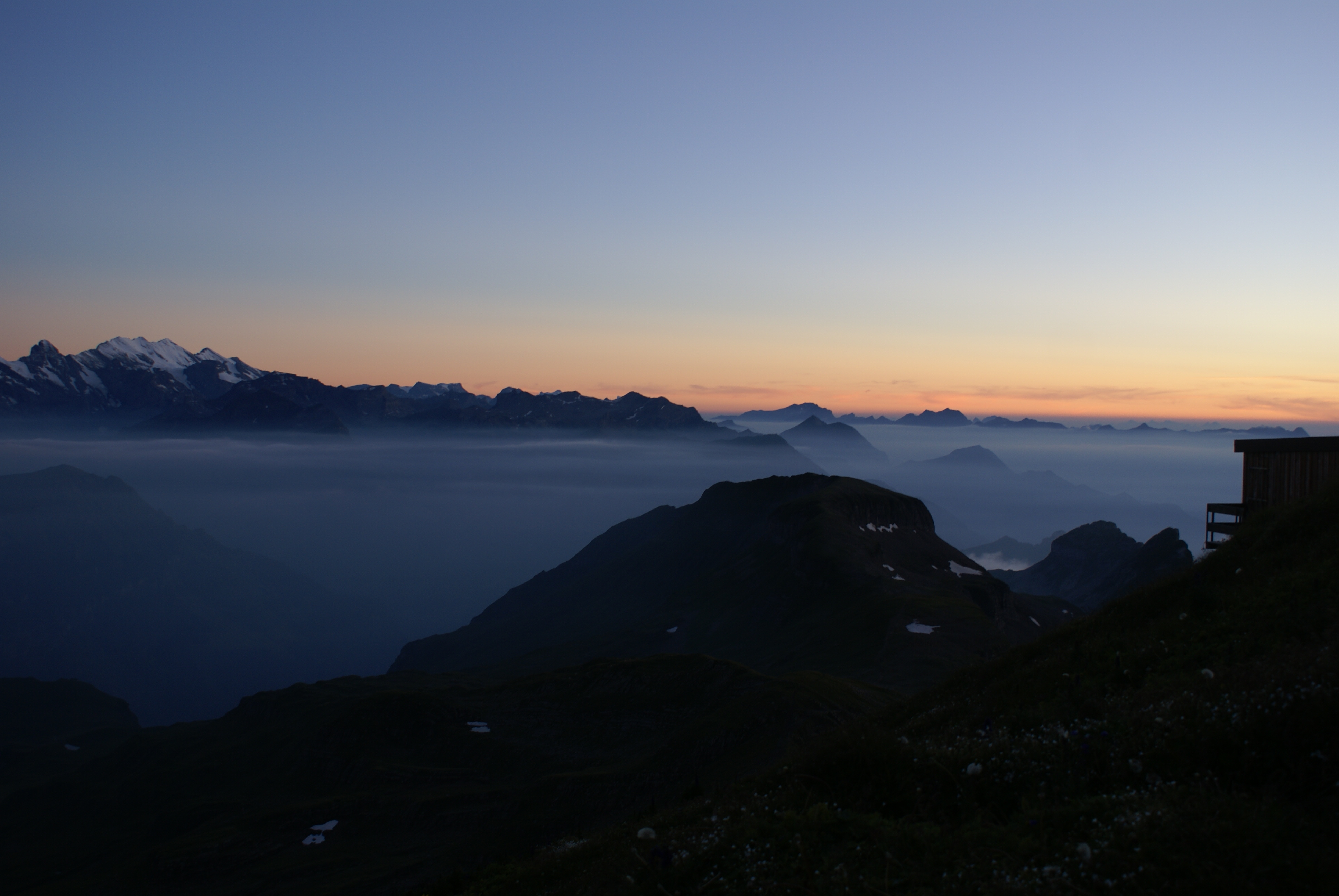
Sicht vom Faulhorn bei Sonnenuntergang in Richtung Berner Alpen
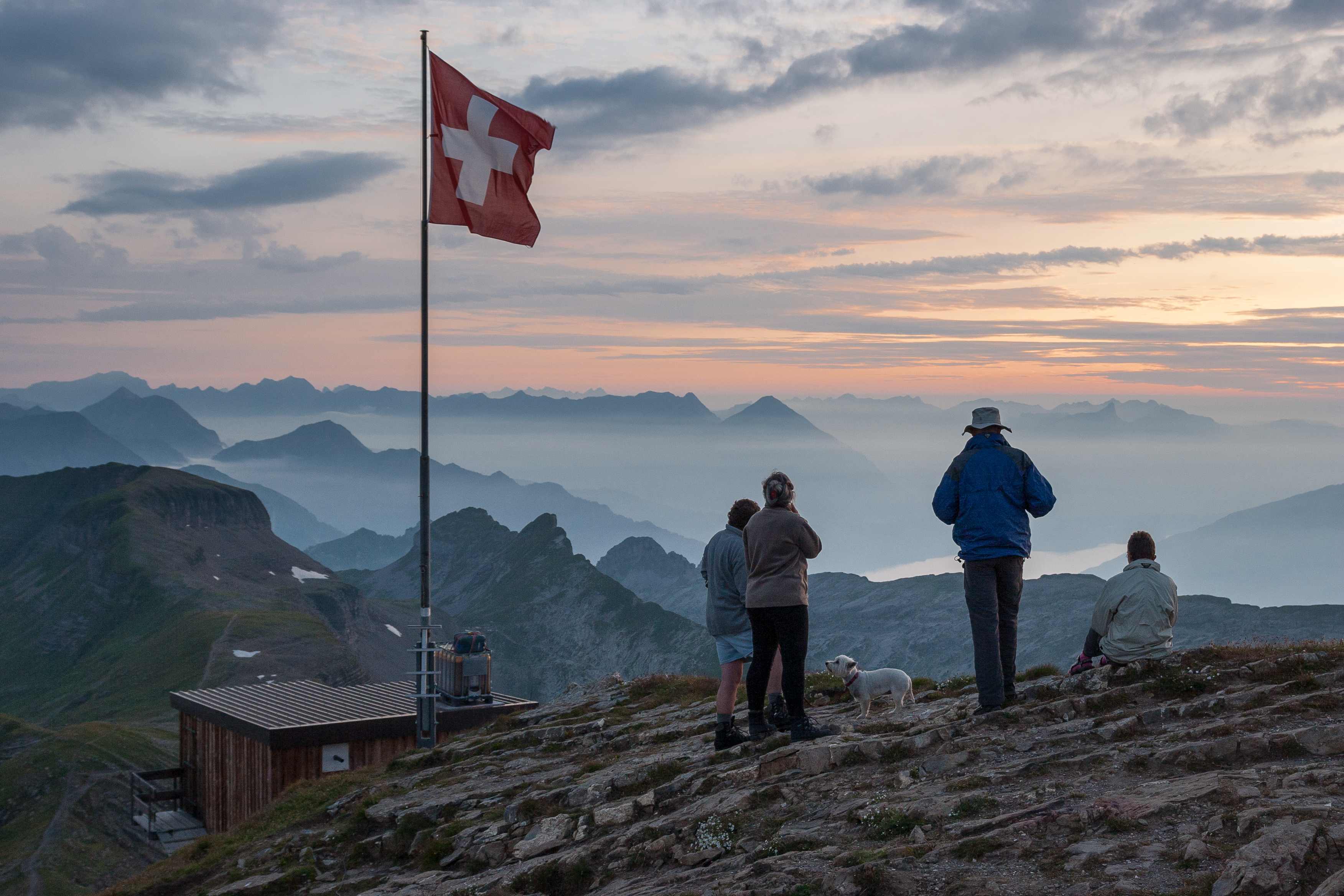
Abends auf dem Faulhorn
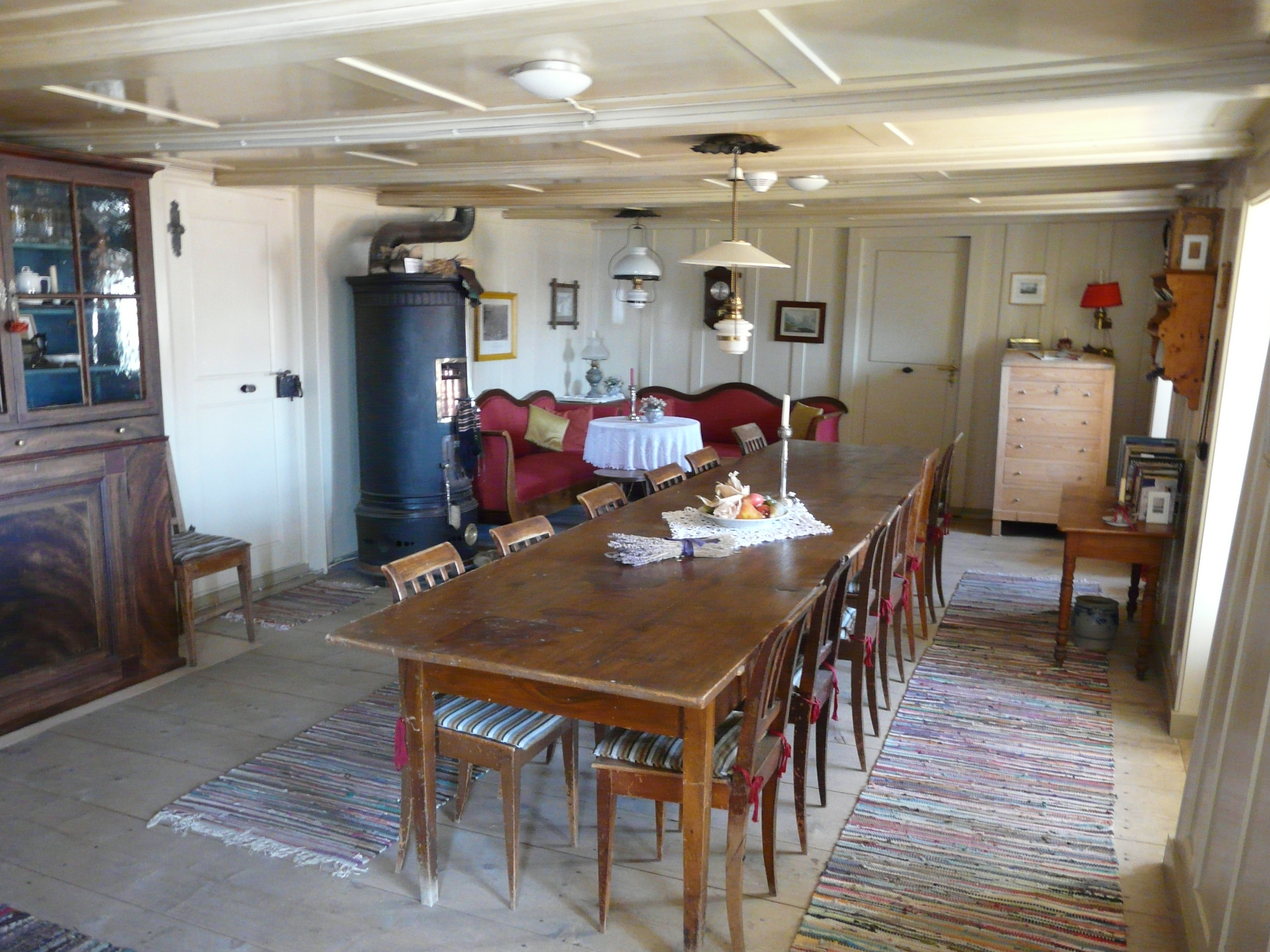
Alter Speisesaal des Berghotels Faulhorn
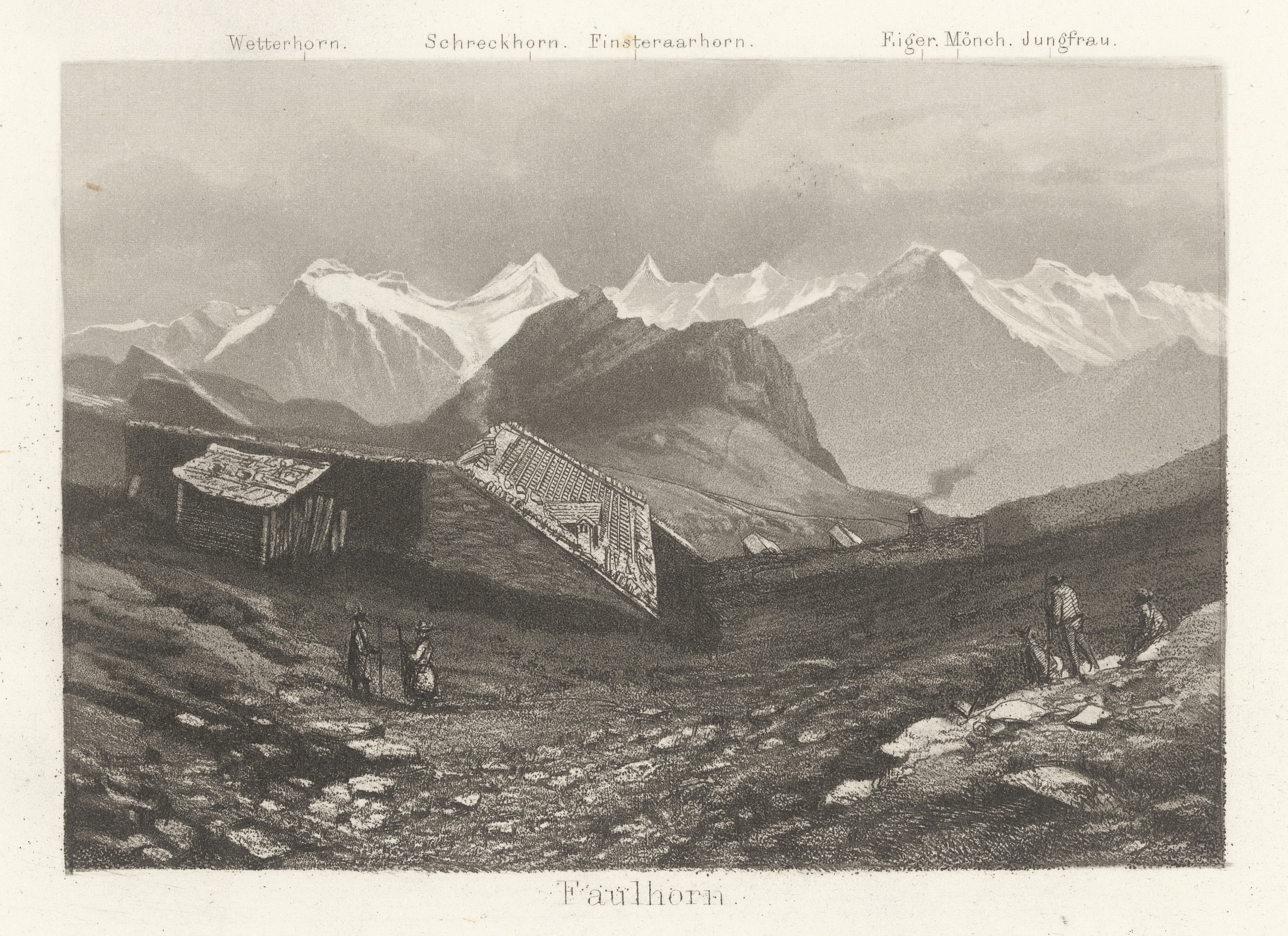
Historisches Panorama, um 1870. Radierung von Heinrich Müller